# Museo de la Ciudad (Almería)
El Museo de la Ciudad fue una institución museística dependiente del Ayuntamiento de Almería e inaugurado en 2009, que se situó en el centro histórico de la capital, junto al flanco meridional de la catedral. 
Contaba con sala de exposiciones y de usos múltiples, salón de actos y diversos espacios comunes repartidos en tres plantas. Se dividía temáticamente en dos áreas: una de colecciones temporales y otra de interpretación del patrimonio, la cual a su vez se estructuraba en Prehistoria y Edad Antigua, Almería musulmana, Almería cristiana y Almería contemporánea.
A partir de 2013 se disolvió para dar lugar al nuevo Museo de la Guitarra Española 'Antonio de Torres' en las mismas instalaciones. 
Actualmente y desde 2014, el Centro de Interpretación Patrimonial de Almería ubicado en la antigua Casa del Policía en la Plaza Vieja alberga parte del contenido del extinto museo contando con áreas dedicadas a la Almería musulmana, cristiana, contemporánea y actual.